# Мухаммед VII аль-Мунсиф
 Мухаммед VII аль-Мунсиф, также известен как Монсеф-бей (4 марта 1881, Мануба — 1 сентября 1948, По) (араб. محمد المنصف باي‎, Muḥammad al-Munṣif Bāy) — бей Туниса в период между 19 июня 1942 и 14 мая 1943; предпоследний правитель из династии Хусейнидов.

## Молодость

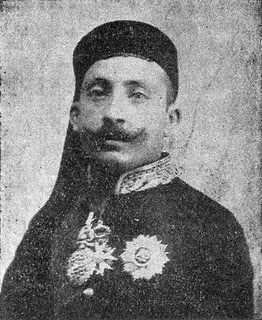
Портрет Монсеф-бея в юности

В молодости Монсеф-бей участвовал в событиях апреля 1922, когда поддержал движение Дестур и настоял, чтобы его отец, Мухаммад V ан-Назир принял его представителей. Получил титул Бей аль-махалла 30 апреля 1942 и унаследовал престол вслед за своим двоюродным братом Ахмед-беем после его смерти 19 июня того же года.

## Правление

### Отношения с режимом Виши
2 июля 1942 года Монсеф-бей получил от режима Виши Большой крест Ордена почётного легиона. Тем не менее, его политика не вполне устраивала Францию. Так, в меморандуме от 2 августа 1942 года, адресованном маршалу Петену, он вновь заявил о своей вере в обретение Тунисом независимости, несмотря на французское владычество. Он настаивал на создании консультативного законодательного совета, в котором доминирующую роль играли бы тунисцы; на доступе тунисцев к государственной службе, а также на принятии мер по борьбе с бедностью и безработицей. Он также хотел ввести обязательное школьное образование на арабском языке, осуществить национализацию основных предприятий, а также принять ряд других мер.
12 октября на церемонии празднования Ураза-байрама, проходившей во дворце Ла-Марса, Монсеф-бей выразил свое удивление тем, что среди высокопоставленных чиновников, пришедших с Генерал-резидентом Франции адмиралом Жаном-Пьером Эстева, не было ни одного тунисца, на что Эстева ответил, что для властных постов подходят только французы. Тогда Монсеф-бей послал маршалу Петену телеграмму с просьбой отозвать Эстева, и между беем и Эстева продолжили нарастать противоречия. В декабре 1942 года на заседании Совета министров произошел конфликт между Эстева и Министром юстиции Абдельджелилем Заушем после того, как министр высказал оговорки по поводу финансирования Национальной жандармерии, в ответ на что Эстева эмоционально заявил о недопустимости какой-либо критики жандармерии. Монсеф-бей посчитал подобный тон оскорблением его представителя и, следовательно, лично бея.
Войска стран «оси» вошли на территорию Туниса 19 ноября 1942 года; началась Тунисская кампания, в ходе которой немалая часть страны стала полем битвы. Монсеф-бею стали приходить письма от Петена с просьбами сохранить верность Франции, а также от Рузвельта с просьбами дать доступ на территорию войскам антигитлеровской коалиции. Монсеф-бей объявил о нейтралитете Туниса, но тайно проинформировал Рузвельта о том, что поддержит союзные силы. Он также отверг предложение посла Италии Бомбьери разорвать Бардоский договор и заключить новый договор с Италией.

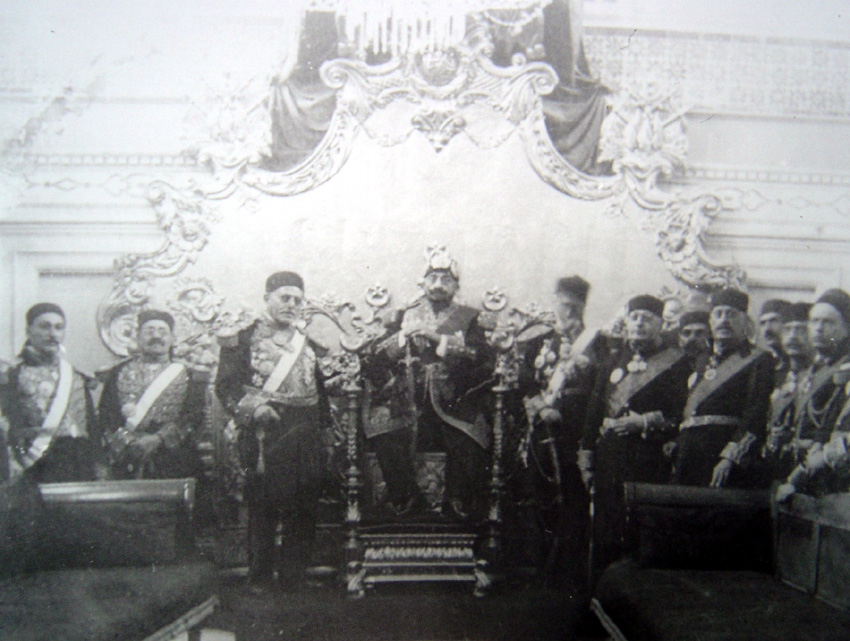
Монсеф-бей, его министры (слева) и принцы (справа)

1 января 1943 бей назначил новым премьер-министром Мохаммеда Ченика, которого Рудольф Ран называл «наполовину американцем». Ченик возглавил правительство, в которое вошли Салах Фархат (Дестур), Махмуд эль-Матери (Нео-Дестур) и Азиз Джеллули (независимый).

### Защита еврейского населения
Его предшественник Ахмед-бей, которого нередко называли «французским беем», подписал ряд подготовленных Виши декретов, ущемляющих еврейское население Туниса. Что касается Монсеф-бея, его называли «Защитником евреев» за то, что он старался не допустить претворения в жизнь этих декретов. Он также отказался подписывать любые антиеврейские декреты, в том числе обязывавшие евреев носить желтые звезды на одежде, принуждавшие их к насиль-ственному труду, а также исключать евреев из некоторых сфер деятельности. В период с ноября 1942 г. по май 1943 г., когда войска стран „Оси“ оккупировали страну, он неоднократно вмешивался с целью защиты населения, в том числе еврейского.

### Свержение и ссылка

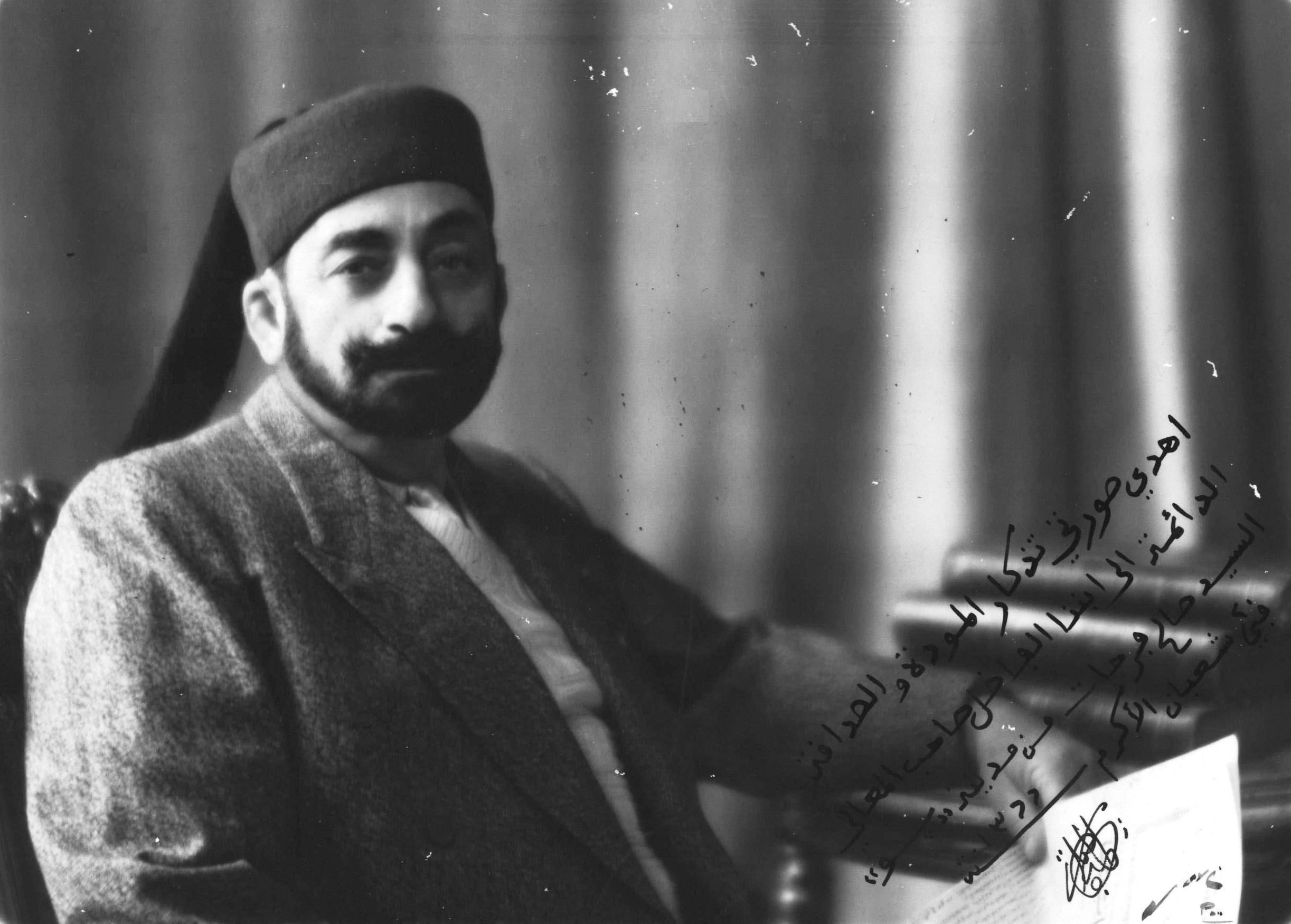
Монсеф-бей в По, 5 октября 1947

Когда войска антигитлеровской коалиции освободили Тунис, французское колониальное лобби, сформировавшееся вокруг Анри Жиро, в которое входил бывший Генерал-резидент и министр Виши Марсель Пейрутон, нашло предлог обвинить бея в коллаборационизме. После бегства Эстева генерал Альфонс Жюэн стал исполнять обязанности генерал-резидента. 13 мая 1943 года по приказу Жиро Жюэн потребовал отречения бея, но получил отказ. На следующий день он был смещен указом Жиро и вывезен из страны на французском самолёте. 15 мая 1943 года его преемником стал его двоюродный брат Мухаммад VIII аль-Амин.

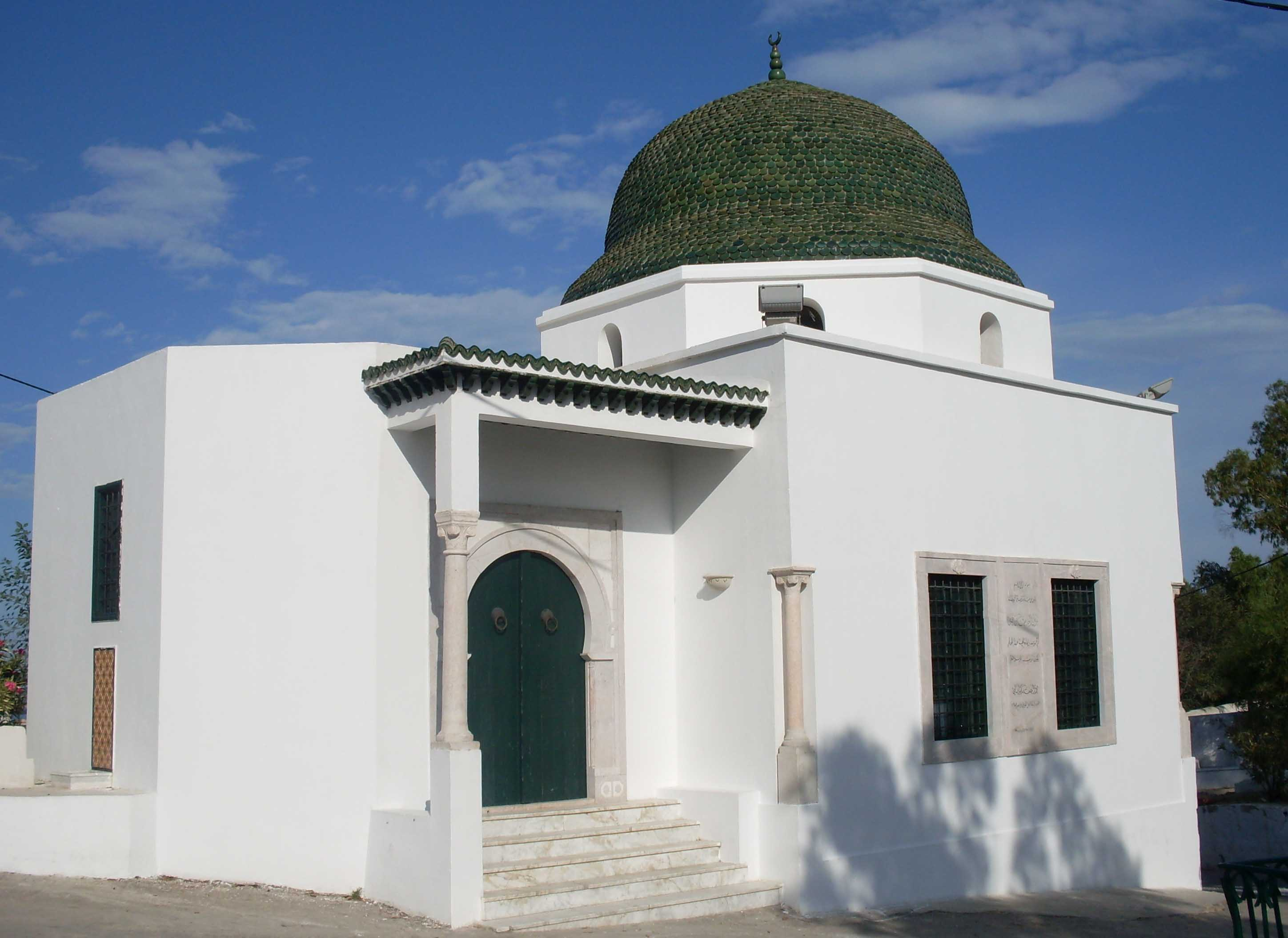
Мавзолей Монсеф-бея на кладбище аль-Джеллаз

Монсеф-бея сослали в Лагуат (Алжир), где 8 июля произошло его формальное отречение. Затем его перевезли в Тенес, откуда 17 октября 1945 его переправили в По, где он прожил остаток жизни и умер 1 сентября 1948 года. Его останки вернули в Тунис и он был похоронен со всеми почестями на кладбище аль-Джеллаз, в отличие от других правителей из его династии, в большинстве своем похороненных в усыпальнице Турбет эль-Бей.
В его честь названа площадь Монсеф-бей в Ла-Марсе, получившая его имя 1 сентября 2012 по указу президента Монсефа Марзуки.